# Lotto Soudal/2017
Deze pagina geeft een overzicht van de wielerploeg Lotto Soudal in 2017.

## Algemene gegevens
Algemeen Manager: Cees Pille
Teammanager: Marc Sergeant
Ploegleiders: Herman Frison, Jean-Pierre Heynderickx, Mario Aerts, Marc Wauters, Bart Leysen, Michiel Elijzen
Fietsmerk: Ridley
Kleding: Vermarc
Kopmannen: Tiesj Benoot, Maxime Monfort, Tony Gallopin, André Greipel, Tim Wellens,

## Transfers
| Inkomend       | Team 2015             | Uitgaand       | Team 2016                   |
| -------------- | --------------------- | -------------- | --------------------------- |
| Moreno Hofland | Team LottoNL-Jumbo    | Stig Broeckx   | Gestopt                     |
| Nikolas Maes   | Etixx-Quick Step      | Gert Dockx     | Gestopt                     |
| Rémy Mertz     | Color Code-Arden'Beef | Greg Henderson | UnitedHealthcare            |
| James Shaw     | Neo/Lotto-Soudal U23  | Pim Ligthart   | Roompot-Nederlandse Loterij |
| Enzo Wouters   | Neo/Lotto-Soudal U23  |                |                             |

## Renners
| Naam               | Geboortedatum | Nationaliteit       | Ploeg 2016            |
| ------------------ | ------------- | ------------------- | --------------------- |
| Sander Armée       | 10-12-1985    | België              |                       |
| Lars Ytting Bak    | 16-01-1980    | Denemarken          |                       |
| Tiesj Benoot       | 11-03-1994    | België              |                       |
| Kris Boeckmans     | 13-02-1987    | België              |                       |
| Sean De Bie        | 03-10-1990    | België              |                       |
| Jens Debusschere   | 28-08-1989    | België              |                       |
| Jasper De Buyst    | 24-11-1993    | België              |                       |
| Bart De Clercq     | 26-08-1986    | België              |                       |
| Thomas De Gendt    | 06-11-1986    | België              |                       |
| Frederik Frison    | 28-07-1992    | België              |                       |
| Tony Gallopin      | 24-05-1988    | Frankrijk           |                       |
| André Greipel      | 16-07-1982    | Duitsland           |                       |
| Adam Hansen        | 11-05-1981    | Australië           |                       |
| Moreno Hofland     | 31-08-1991    | Nederland           | Team LottoNL-Jumbo    |
| Nikolas Maes       | 09-04-1986    | België              | Etixx-Quick Step      |
| Tomasz Marczyński  | 06-03-1984    | Polen               |                       |
| Rémy Mertz         | 17-07-1995    | België              | Color Code-Arden'Beef |
| Maxime Monfort     | 14-01-1983    | België              |                       |
| Jürgen Roelandts   | 02-07-1985    | België              |                       |
| James Shaw         | 06-06-1996    | Verenigd Koninkrijk | Neo/Lotto-Soudal U23  |
| Marcel Sieberg     | 30-04-1982    | Duitsland           |                       |
| Rafael Valls       | 25-06-1987    | Spanje              |                       |
| Tosh Van der Sande | 28-11-1990    | België              |                       |
| Jelle Vanendert    | 19-02-1985    | België              |                       |
| Louis Vervaeke     | 06-10-1993    | België              |                       |
| Jelle Wallays      | 11-05-1989    | België              |                       |
| Tim Wellens        | 10-05-1991    | België              |                       |
| Enzo Wouters       | 21-03-1996    | België              | Neo/Lotto-Soudal U23  |

## Belangrijkste overwinningen
Trofeo Porreres-Felanitx-Ses Salines-Campos
André Greipel
Trofeo Serra de Tramuntana
Tim Wellens
Trofeo Andratx-Mirador des Colomer
Tim Wellens
Ster van Bessèges
5e etappe: Tony Gallopin
Ronde van de Algarve
4e etappe: André Greipel
Ruta del Sol
5e etappe: Tim Wellens
Parijs-Nice
5e etappe: André Greipel
Ronde van Romandië
Bergklassement: Sander Armée
Ronde van Italië
2e etappe: André Greipel
Vierdaagse van Duinkerke
1e etappe: Jens Debusschere
Ronde van België
5e etappe: Jens Debusschere
Puntenklassement: Jens Debusschere
Heistse Pijl
Jasper De Buyst
Critérium du Dauphiné
1e etappe: Thomas De Gendt
Ronde van Wallonië
2e etappe: Jasper De Buyst
BinckBank Tour
6e etappe: Tim Wellens
GP Stad Zottegem
Jasper De Buyst
Ronde van Spanje
6e etappe: Tomasz Marczyński
12e etappe: Tomasz Marczyński
18e etappe: Sander Armée
19e etappe: Thomas De Gendt
Grote Prijs van Wallonië
Tim Wellens
Omloop Eurometropool
André Greipel
Binche-Chimay-Binche
Jasper De Buyst
Famenne Ardenne Classic
Moreno Hofland
Ronde van Guangxi
4e etappe: Tim Wellens
Eindklassement: Tim Wellens
1985 · 1986 · 1987 · 1988 · 1989 · 1990 · 1991 · 1992 · 1993 · 1994 · 1995 · 1996 · 1997 · 1998 · 1999 · 2000 · 2001 · 2002 · 2003 · 2004 · 2005 · 2006 · 2007 · 2008 · 2009 · 2010 · 2011 · 2012 · 2013 · 2014 · 2015 · 2016 · 2017 · 2018 · 2019 · 2020 · 2021 · 2022 · 2023 · 2024 · 2025
AG2R-La Mondiale · Astana Pro Team · Bahrain-Merida · BMC Racing Team · BORA-hansgrohe · Cannondale-Drapac · Team Dimension Data · FDJ · Katjoesja-Alpecin · Team LottoNL-Jumbo · Lotto Soudal · Movistar Team · Orica-Scott · Quick Step · Team Sky · Team Sunweb · Trek-Segafredo · UAE Team Emirates